# Estadio Thomas Robinson
El Estadio Thomas Robinson (en inglés: Thomas Robinson Stadium) es un estadio de usos múltiples en Nasáu, Bahamas. Actualmente se utiliza sobre todo para los partidos de fútbol. El estadio tiene actualmente una capacidad de 15 000 personas, pero la capacidad puede ser ampliada para albergar a 30 000 personas. 
El estadio lleva el nombre de Thomas A. "Tom" Robinson, antigua estrella del atletismo que representó a las Bahamas en varios Juegos Olímpicos. 
En la mañana del lunes 22 de agosto de 2011, la selección nacional de fútbol de Bahamas fue retirado por la FIFA, de las Eliminatorias de la Copa Mundial de la FIFA 2014. Algunos días más tarde, el actual presidente Asociación de Fútbol de Bahamas Anton Sealey dijo que la razón se debió a la construcción incompleta del proyecto Estadio Thomas Robinson, en Nasáu.